# Coupe du monde de bobsleigh 2016-2017
Navigation
Édition précédente Édition suivante
La coupe du monde de bobsleigh 2016-2017 est la 33e édition de la Coupe du monde de bobsleigh, compétition de bobsleigh organisée annuellement par la Fédération internationale de bobsleigh et de tobogganing.

Elle se déroule entre le 2 décembre 2016 et le 19 mars 2017 sur 8 étapes organisées en Amérique du Nord, en Europe puis en Asie en coopération avec la Coupe du monde de skeleton.

## Programme de la saison
| \| Altenberg Königssee Winterberg St Moritz Igls \| Sites des compétitions en Europe |
| Altenberg Königssee Winterberg St Moritz Igls                                        |

| \| Lake Placid Whistler \| Sites des compétitions en Amérique du Nord |
| Lake Placid Whistler                                                  |

## Attribution des points
Les manches de Coupe du monde donnent lieu à l'attribution de points, dont le total détermine le classement général de la Coupe du monde.
Ces points sont attribués selon cette répartition :
| Place  | 1   | 2   | 3   | 4   | 5   | 6   | 7   | 8   | 9   | 10  | 11  | 12  | 13  | 14  | 15  | 16 | 17 | 18 | 19 | 20 | 21 | 22 | 23 | 24 | 25 | 26 | 27 | 28 | 29 |
| ------ | --- | --- | --- | --- | --- | --- | --- | --- | --- | --- | --- | --- | --- | --- | --- | -- | -- | -- | -- | -- | -- | -- | -- | -- | -- | -- | -- | -- | -- |
| Points | 225 | 210 | 200 | 192 | 184 | 176 | 168 | 160 | 152 | 144 | 136 | 128 | 120 | 112 | 104 | 96 | 88 | 80 | 74 | 68 | 62 | 56 | 50 | 45 | 40 | 36 | 32 | 28 | 24 |

## Classements Général
| Rang | Nation              | Points |
| ---- | ------------------- | ------ |
| 1    | Francesco Friedrich | 1545   |
| 2    | Steven Holcomb      | 1331   |
| 3    | Won Yun-jong        | 1312   |
| 4    | Johannes Lochner    | 1284   |
| 5    | Alexander Kasjanov  | 1266   |

| Rang | Nation             | Points |
| ---- | ------------------ | ------ |
| 1    | Alexander Kasjanov | 1500   |
| 2    | Rico Peter         | 1471   |
| 3    | Steven Holcomb     | 1362   |
| 4    | Alexey Stulnev     | 1282   |
| 5    | Nico Walther       | 1268   |

| Rang | Nation              | Points |
| ---- | ------------------- | ------ |
| 1    | Francesco Friedrich | 2769   |
| 2    | Alexander Kasjanov  | 2766   |
| 3    | Steven Holcomb      | 2693   |
| 4    | Rico Peter          | 2541   |
| 5    | Johannes Lochner    | 2527   |

| Rang | Nation             | Points |
| ---- | ------------------ | ------ |
| 1    | Jamie Greubel      | 1644   |
| 2    | Kaillie Humphries  | 1630   |
| 3    | Elana Meyers       | 1530   |
| 4    | Christina Hengster | 1394   |
| 5    | Nadezhda Sergeeva  | 1360   |

## Calendrier
| 1. Whistler (2 au 3 décembre 2016) |                                                                          |                                                                  |                                                                                |
| Épreuve                            | Vainqueur                                                                | Deuxième                                                         | Troisième                                                                      |
| Bob à 2 - Hommes                   | Allemagne Francesco Friedrich Thorsten Margis                            | Suisse Rico Peter Thomas Amrhein                                 | Corée du Sud Won Yun-jong Youngwoo Seo                                         |
| Bob à 4 - Hommes                   | Russie Alexander Kasjanov Alexey Zaitsev Aleksei Pushkarev Maxim Belugin | Suisse Rico Peter Jan van der Zijde Simon Friedli Thomas Amrhein | Allemagne Johannes Lochner Matthias Kagerhuber Sebastian Mrowka Christian Rasp |
| Bob à 2 - Femmes                   | Canada Kaillie Humphries Cynthia Appiah                                  | Autriche Christina Hengster Sanne Dekker                         | États-Unis Jamie Greubel Lauren Gibbs                                          |

| 2. Lake Placid (16 au 17 décembre 2016) |                                                                  |                                                                   |                                                                   |
| Épreuve                                 | Vainqueur                                                        | Deuxième                                                          | Troisième                                                         |
| Bob à 2 - Hommes                        | États-Unis Steven Holcomb Samuel McGuffie                        | Canada Justin Kripps Jesse Lumsden                                | Canada Chris Spring Lascelles Brown                               |
| Bob à 4 - Hommes                        | Suisse Rico Peter Jan van der Zijde Simon Friedli Thomas Amrhein | États-Unis Steven Holcomb Carlo Valdes James Reed Samuel McGuffie | Canada Chris Spring Cameron Stones Lascelles Brown Samuel Giguère |
| Bob à 2 - Femmes                        | États-Unis Jamie Greubel Lauren Gibbs                            | États-Unis Elana Meyers Lolo Jones                                | Canada Kaillie Humphries Cynthia Appiah                           |

| 3. Altenberg (6 au 8 janvier 2017) |                                                                         |                                                                          |                                                                            |
| Épreuve                            | Vainqueur                                                               | Deuxième                                                                 | Troisième                                                                  |
| Bob à 2 - Hommes                   | Allemagne Francesco Friedrich Martin Grothkopp                          | Russie Alexander Kasjanov Aleksei Pushkarev                              | Lettonie Oskars Ķibermanis Matīss Miknis                                   |
| Bob à 4 - Hommes                   | Allemagne Johannes Lochner Sebastian Mrowka Joshua Bluhm Christian Rasp | Russie Alexander Kasjanov Alexey Zaitsev Aleksei Pushkarev Maxim Belugin | Allemagne Francesco Friedrich Candy Bauer Martin Grothkopp Thorsten Margis |
| Bob à 2 - Femmes                   | Canada Kaillie Humphries Cynthia Appiah                                 | États-Unis Elana Meyers Lolo Jones                                       | Autriche Christina Hengster Sanne Dekker                                   |

| 4. Winterberg (13 au 15 janvier 2017) |                                                                         |                                                             |                                                                       |
| Épreuve                               | Vainqueur                                                               | Deuxième                                                    | Troisième                                                             |
| Bob à 2 - Hommes                      | Allemagne Francesco Friedrich Thorsten Margis                           | Allemagne Johannes Lochner Joshua Bluhm                     | Lettonie Oskars Ķibermanis Matīss Miknis                              |
| Bob à 4 - Hommes                      | Allemagne Johannes Lochner Sebastian Mrowka Joshua Bluhm Christian Rasp | Allemagne Nico Walther Kevin Kuske Kevin Korona Eric Franke | Autriche Benjamin Maier Stefan Lausseger Markus Sammer Dănuț Moldovan |
| Bob à 2 - Femmes                      | États-Unis Elana Meyers Lolo Jones                                      | Allemagne Mariama Jamanka Annika Drazek                     | États-Unis Jamie Greubel Lauren Gibbs                                 |

| 5. Saint-Moritz (20 au 22 janvier 2017) |                                                                      |                                                                           |                                                                            |
| Épreuve                                 | Vainqueur                                                            | Deuxième                                                                  | Troisième                                                                  |
| Bob à 2 - Hommes                        | Allemagne Johannes Lochner Joshua Bluhm                              | Allemagne Francesco Friedrich Martin Grothkopp                            | États-Unis Martin Holcomb Carlo Valdes                                     |
| Bob à 4 - Hommes                        | Lettonie Oskars Ķibermanis Janis Jansons Matīss Miknis Raivis Zirups | Lettonie Oskars Melbardis Daumants Dreiskens Arvis Vilkaste Janis Strenga | Allemagne Francesco Friedrich Candy Bauer Martin Grothkopp Thorsten Margis |
| Bob à 2 - Femmes                        | États-Unis Elana Meyers Lolo Jones                                   | États-Unis Jamie Greubel Lauren Gibbs                                     | Canada Kaillie Humphries Cynthia Appiah                                    |

| 6. Königssee (27 au 29 janvier 2017) |                                                                            |                                                             |                                                                |
| Épreuve                              | Vainqueur                                                                  | Deuxième                                                    | Troisième                                                      |
| Bob à 2 - Hommes                     | Allemagne Johannes Lochner Joshua Bluhm                                    | États-Unis Steven Holcomb Carlo Valdes                      | Allemagne Francesco Friedrich Thorsten Margis                  |
| Bob à 4 - Hommes                     | Allemagne Johannes Lochner Matthias Kagerhuber Joshua Bluhm Christian Rasp | Allemagne Nico Walther Kevin Kuske Kevin Korona Eric Franke | Russie Alexey Stulnev Ilvir Huzin Maxim Belugin Roman Koshelev |
| Bob à 2 - Femmes                     | États-Unis Elana Meyers Lolo Jones                                         | États-Unis Jamie Greubel Lauren Gibbs                       | Allemagne Mariama Jamanka Annika Drazek                        |

| 7. Igls (3 au 5 février 2017) |                                                                           |                                                             |                                                                   |
| Épreuve                       | Vainqueur                                                                 | Deuxième                                                    | Troisième                                                         |
| Bob à 2 - Hommes              | Allemagne Francesco Friedrich Thorsten Margis                             | Lettonie Oskars Melbardis Janis Strenga                     | Autriche Benjamin Maier Markus Sammer                             |
| Bob à 4 - Hommes              | Lettonie Oskars Melbardis Daumants Dreiskens Arvis Vilkaste Janis Strenga | Suisse Rico Peter Simon Friedli Alex Baumann Thomas Amrhein | États-Unis Steven Holcomb Carlo Valdes James Reed Samuel McGuffie |
| Bob à 2 - Femmes              | États-Unis Elana Meyers Lolo Jones                                        | États-Unis Kaillie Humphries Melissa Lotholz                | États-Unis Jamie Greubel Lauren Gibbs                             |

| 8. Pyeongchang (17 au 19 février 2017) |                                                                                |                                                                 |                                                                      |
| Épreuve                                | Vainqueur                                                                      | Deuxième                                                        | Troisième                                                            |
| Bob à 2 - Hommes                       | Allemagne Francesco Friedrich Thorsten Margis                                  | Lettonie Oskars Ķibermanis Matīss Miknis                        | Allemagne Johannes Lochner Joshua Bluhm                              |
| Bob à 4 - Hommes                       | Russie Alexander Kasjanov Aleksei Pushkarev Vasiliy Kondratenko Alexey Zaitsev | Suisse Rico Peter Jan van der Zijde Alex Baumann Thomas Amrhein | Lettonie Oskars Ķibermanis Janis Jansons Matīss Miknis Raivis Zirups |
| Bob à 2 - Femmes                       | États-Unis Jamie Greubel Aja Evans                                             | États-Unis Elana Meyers Lolo Jones                              | Canada Alysia Rissling Cynthia Appiah                                |